# Parkia paraensis
Parkia paraensis är en ärtväxtart som beskrevs av Adolpho Ducke. Parkia paraensis ingår i släktet Parkia och familjen ärtväxter. Inga underarter finns listade i Catalogue of Life.